# 1952 au cinéma
| Années du cinéma : 1949 - 1950 - 1951 - 1952 - 1953 - 1954 - 1955    |
| Décennies du cinéma : 1920 - 1930 - 1940 - 1950 - 1960 - 1970 - 1980 |

Cet article présente les faits marquants de l'année 1952 au cinéma.

## Événements
- L'année marque l'apogée du maccarthisme, qui frappe durement Hollywood.

- 13 mars : La publication d'un calendrier de photos nues de l'actrice Marilyn Monroe fait scandale aux États-Unis.
- 20 mars : 24e remise des oscars.
- 16 octobre : Avant-première mondiale à Londres des Feux de la rampe, de Charlie Chaplin.
- 20 décembre : Mariage de l'actrice Brigitte Bardot avec le réalisateur Roger Vadim.
- 30 septembre à New York : première projection publique d'un film en Cinérama.

- Bwana le diable, présenté à Hollywood, est le premier film en relief.

## Principales sorties en salles enFrance
- Septembre : Sortie en France du Train sifflera trois fois, de Fred Zinnemann.

## Principaux films de l'année
- La voce del sangue, film italien réalisé par Pino Mercanti, sortie 7 février en Italie
- L'Odyssée de l'African Queen de John Huston avec Humphrey Bogart, Katharine Hepburn et Robert Morley, sortie 26 mars.
- À l'abordage de George Sherman avec Errol Flynn, Maureen O'Hara et Anthony Quinn.
- Barbe-Noire le pirate : film d'aventures américain de Raoul Walsh avec Robert Newton, Linda Darnell, William Bendix, Keith Andes.
- Les Belles de nuit, film de René Clair.
- Le Carrosse d'or de Jean Renoir d'après Prosper Mérimée.
- Casque d'Or de Jacques Becker avec Serge Reggiani, Simone Signoret.
- Chérie, je me sens rajeunir (Monkey Business) de Howard Hawks.
- Chantons sous la pluie (Singin' in the rain)comédie musicale américaine de Gene Kelly et Stanley Donen avec Gene Kelly, Donald O'Connor et Debbie Reynolds.
- Cinq mariages à l'essai de Edmund Goulding.
- Fanfan la Tulipe réalisé par Christian-Jaque avec Gérard Philipe et Gina Lollobrigida.
- Les Feux de la rampe (Limelight) de et avec Charlie Chaplin, Claire Bloom, Buster Keaton.
- Les Frères des frères documentaire politique de Richard Copans.
- Gendarmes et Voleurs (Guardie e Ladri) réalisé par Mario Monicelli (Italie).
- Histoire de détective (Detective Story) film policier de William Wyler avec Kirk Douglas, Eleanor Parker et William Bendix.
- Kızıltuğ, film turc de Aydın Arakon (tr).
- L'Homme tranquille (The quiet man) comédie de John Ford avec John Wayne, Maureen O'Hara et Barry Fitzgerald.
- Jeux interdits réalisé par René Clément avec Brigitte Fossey et Georges Poujouly.
- Le Medium (The Medium) réalisé par Gian Carlo Menotti.
- Nous sommes tous des assassins, de André Cayatte
- Macao de Josef von Sternberg
- Nez de cuir d'Yves Allégret avec Jean Marais, Françoise Christophe
- Le Plaisir de Max Ophüls avec Claude Dauphin, Gaby Morlay, Madeleine Renaud, Danielle Darrieux, Pierre Brasseur, Jean Gabin, sortie 29 février.
- Pour vous, mon amour : musical américain d'Elliott Nugent avec Bing Crosby, Jane Wyman et Natalie Wood.
- Le Prisonnier de Zenda : film d'aventures américain de Richard Thorpe avec Stewart Granger, Louis Calhern, Deborah Kerr
- Voyage à Tokyo de Yasujiro Ozu (sortie 9 octobre à Tokyo).
- Tre storie proibite (Histoires interdites), film d'Augusto Genina, sortie 29 octobre en Italie
- Sous le plus grand chapiteau du monde (The Greatest Show on Earth) réalisé par Cecil B. DeMille avec Charlton Heston, Cornel Wilde et Betty Hutton.
- Le train sifflera trois fois de Fred Zinnemann avec Gary Cooper, Grace Kelly
- Le Trou normand de Jean Boyer avec Bourvil, Roger Pierre
- Umberto D, film de Vittorio De Sica.
- Un Américain à Paris (An American in Paris) réalisé par Vincente Minnelli.
- Le Fils du Nil (Ibn el Nil) réalisé par Youssef Chahine (Égypte).
- La Vérité sur Bébé Donge d'Henri Decoin avec Jean Gabin et Danielle Darrieux
- Viva Zapata! d'Elia Kazan, scénario de John Steinbeck avec Marlon Brando, Jean Peters et Anthony Quinn.
- Gli eroi della domenica (Les Héros du dimanche), film de Mario Camerini, sortie 30 décembre en Italie

## Festivals

### Cannes
- Grand Prix du festival international du Film :
  - Deux Sous d'espoir (Due Soldi Di Sperenza) de Renato Castellani
  - Othello d'Orson Welles
- Prix spécial du Jury : Nous sommes tous des assassins d'André Cayatte
- Interprétation masculine à Marlon Brando dans Viva Zapata! d'Elia Kazan
- Interprétation féminine à Lee Grant dans Histoire de détective de William Wyler
- Prix de la mise en scène à Christian-Jaque pour Fanfan la Tulipe

### Autres festivals
- Elle n'a dansé qu'un seul été (Hon dasade en sommar) réalisé par Arne Mattsson (Suède) - Ours d'or du meilleur film au Festival international du film de Berlin.

## Récompenses
- x

### Oscars
- Meilleur film : Sous le plus grand chapiteau du monde de Cecil B. DeMille
- Meilleure actrice : Shirley Booth, Reviens petite Sheba (Come Back, Little Sheba)
- Meilleur acteur : Gary Cooper, Le train sifflera trois fois (High Noon)
- Meilleur second rôle féminin : Gloria Grahame, Les Ensorcelés (The Bad and the Beautiful)
- Meilleur second rôle masculin : Anthony Quinn, Viva Zapata!
- Meilleur réalisateur : John Ford, L'Homme tranquille (The Quiet Man)

### Autres récompenses
- x

## Box-Office
- France[1] :

1. Le Petit Monde de don Camillo de Julien Duvivier
2. Violettes impériales de Richard Pottier
3. Fanfan la Tulipe de Christian-Jaque
4. Ivanhoé de Richard Thorpe
5. Les Feux de la rampe de Charlie Chaplin

- États-Unis :

1. Sous le plus grand chapiteau du monde de Cecil B. DeMille
2. Les Ensorcelés de Vincente Minnelli
3. Les Neiges du Kilimandjaro d'Henry King
4. Ivanhoé de Richard Thorpe
5. Chantons sous la pluie de Stanley Donen et Gene Kelly

## Principales naissances
- 19 mars : Harvey Weinstein
- 10 avril : Steven Seagal
- 16 avril : Michel Blanc  († 3 octobre 2024)
- 22 avril : François Berléand
- 28 avril : Mary McDonnell
- 6 mai : Christian Clavier
- 11 mai : Shohreh Aghdashloo
- 14 mai : Robert Zemeckis
- 15 mai : Chazz Palminteri
- 31 mai : Carole Achache († 1er mars 2016)[2],[3]
- 2 juin : Catherine Wagener († 3 mai 2011)
- 7 juin : Liam Neeson
- 17 juin : Étienne Chatiliez
- 20 juin : John Goodman
- 22 juin : Graham Greene
- 1er juillet : Dan Aykroyd
- 11 juillet : Stephen Lang
- 18 juillet : Jean-Michel Martial († 17 octobre 2019).
- 5 août : Éric Legrand († 22 mai 2025).
- 16 août : Reginald VelJohnson
- 18 août : Patrick Swayze († 14 septembre 2009)
- 26 août : Michael Jeter (mort 30 mars 2003)
- 31 août : Ike Gingrich
- 14 septembre : Sylvain Lemarié († 19 avril 2023).
- 16 septembre : Mickey Rourke
- 14 octobre : Lois Hamilton († 23 décembre 1999).
- 22 octobre : Jeff Goldblum
- 27 octobre : Roberto Benigni
- 8 novembre : Alfre Woodard
- 18 novembre : Delroy Lindo
- 20 novembre : Georges Caudron († 5 décembre 2022)
- 24 novembre : Thierry Lhermitte
- 4 décembre : Farid Chopel, acteur français († 20 avril 2008).

## Principaux décès
- 10 janvier : Léon Belières, acteur français
- 11 mars : Pierre Renoir, acteur français (°21 mars 1885)
- 21 avril : Leslie Banks, acteur britannique
- 8 mai : William Fox, producteur américain de cinéma (° 1er janvier 1879)
- 7 septembre : Marcel Aboulker, réalisateur français
- 23 septembre: Ray Mala, acteur et assistant opérateur inupiaq naturalisé américain
- 13 octobre : Gaston Baty, metteur en scène français